# Herons
Herons è il secondo album della symphonic folk metal band Evenoire, pubblicato per la Scarlet Records.

## Tracce
1. Herons
2. Drops of Amber
3. Seasons of Decay
4. Love Enslaves
5. The Newborn Spring
6. When the Sun Sets
7. Tears of Medusa
8. Devil's Signs
9. The Lady of the Game
10. Wild Females
11. Aries (bonus track)

## Formazione
- Lisy Stefanoni - voce e flauti
- Marco Binotto - basso
- Alessandro Gervasi - chitarra
- Toshiro Brunelli - chitarra
- Daniele Foroni - batteria

### Altri musicisti
- Riccardo Studer - tastiera
- Filippo Sasha Martignano - tastiera
- Linnéa Vikström (Therion) - voce in "Tears of Medusa"